# ساوثلاند
ساوثلاند (بالإنجليزية: Southland)‏ هو مسلسل جريمة دراما أمريكي من إنتاج تلفزيون وارنر بروس وبطولة كيفين أليخاندرو، أريجا باريكيس، مايكل كودليتز، شون هاتوسي، ريجينا كينغ ومايكل ماكجريدي، عرض الموسم الأول على قناة إن بي سي والموسم 2-5 على قناة شبكة تورنر التلفزيونية.

## روابط خارجية
- ساوثلاند على موقع IMDb (الإنجليزية)
- ساوثلاند على موقع ميتاكريتيك (الإنجليزية)
- ساوثلاند على موقع روتن توميتوز (الإنجليزية)
- ساوثلاند على موقع كينوبويسك (الروسية)
- ساوثلاند على موقع ألو سيني (الفرنسية)
- ساوثلاند على موقع قاعدة بيانات الفيلم (الإنجليزية)